# فرودگاه رانچو سانتا اینس
 فرودگاه رانچو سانتا اینس (به انگلیسی: Rancho Santa Inés Airstrip) یک فرودگاه همگانی با کد یاتا CTV است که یک باند فرود خاک دارد و طول باند آن ۱۱۲۲ متر است. این فرودگاه در کشور مکزیک قرار دارد و در ارتفاع ۵۶۸ متری از سطح دریا واقع شده است.